# Vicungo
Vicungo – miasto w Angoli, w prowincji Huíla.